# Nowodworze
Nowodworze – wieś w Polsce, położona w województwie małopolskim, w powiecie tarnowskim, w gminie Tarnów.
Około 4 km od centrum Tarnowa. W pagórkowatym terenie poprzecinanym strumieniami. Na ramionach Góry św. Marcina, które przy końcu opadają gwałtownie ku dolinie rzeki Biała.
Wieś przecinają na linii północ-południe: DW 977 na trasie Tarnów – Konieczna,droga powiatowa nr K1401 Nowodworze – Rzuchowa oraz linia kolejowa relacji Tarnów – Leluchów. Komunikacja zbiorowa z Tarnowem realizowana jest poprzez dwie linie autobusowe miejskie nr 228 i 225 oraz PKS.

## Klimat
Położenie wsi na ramionach Góry św. Marcina o zachodniej wystawie i osłonięcie terenu przez jej grzbiet od wschodnich wiatrów wpływa na specyficzny mikroklimat okolicy, charakteryzujący się dłuższym okresem wegetacyjnym. O klimacie decydują też przeważające w tym rejonie ciepłe wiatry z kierunków zachodnich i południowych oraz suchy wiatr halny.

## Integralne części wsi
| SIMC    | Nazwa    | Rodzaj    |
| ------- | -------- | --------- |
| 0832953 | Granica  | część wsi |
| 0832960 | Na Górce | część wsi |

## Toponimia
Najstarsza wzmianka o wsi pochodzi z dokumentu sprzedaży z 1392, gdzie widnieje pod starosłowiańską nazwą Przewrocze. Pierwszym znanym właścicielem był osiadły nad rzeką Białą ród Gryfitów zwanych później Radlińskimi. Następnie po wykupie przez Tarnowskich herbu Leliwa, wieś Przewrocze przemianowana została na Nowy Dwór. Nazwa ta widnieje w dokumencie z 1448. W oficjalnych spisach miejscowości występowała również pod nazwą Nowodwórze, a na austriackich mapach i w dokumentach Archiwum Sanguszków często jest określana jako Nowodwórz. Integralne części wsi: Borki, Kliny, Mokrzyska, Na Lochy, Osterlisko (Na Górce), Równie, Wartowska, Zalaski, Zimna Woda, Żurawieniec. Przysiółek: Granice (dawniej zwane Tłoki).

## Demografia

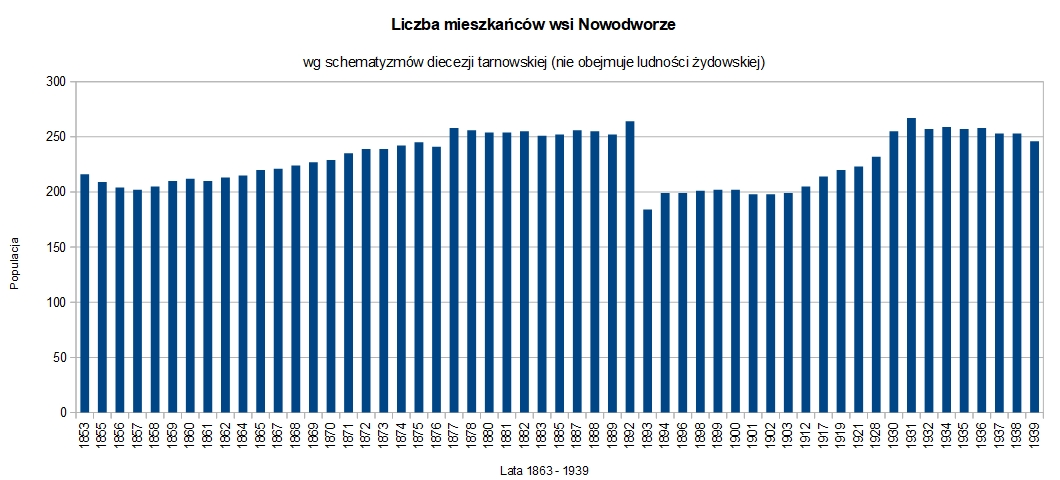
Nowodworze liczba ludności w latach 1863–1939

## Najstarsze miejscowe nazwiska
Spis pańszczyzny z 1785 roku wymienia w Nowodworzu rodziny o następujących nazwiskach:
Czermak (1), Iwaniec (1), Jarzem[b]ski (2), Mitera (1), Laska (1), Lis (1), Łabędź (1), Pis (2), Pudłowski (1), Sobarnia (1), Szablowski (1), Tyrka (4), Wzorek (3), Zabawa (2), Zając (1). W nawiasach podano liczbę rodzin o danym nazwisku.
W tym też czasie poszczególne role (części wsi) i zagrody nosiły nazwy zaczerpnięte od poprzednich gospodarzy. Były to: Czermakowa (Czermak), Maćkowska (Maćko/Maćkowski), Masickiego (Masicki), Naydałowa (Najdała), Szablowska (Szablowski), Szpyrowska (Szpyrka), Wzorkowska (Wzorek), Zabawska (Zabawa). W nawiasie podano przypuszczalne nazwisko, od którego pochodziła.

## Przynależność administracyjna
W okresie I RP położona w powiecie pilzneńskim w województwie sandomierskim. W latach 1547–1945 należała do tzw. hrabstwa tarnowskiego.
Po utworzeniu gmin zbiorowych Nowodworze należało w latach 1934–1954 do Gminy Gumniska. Następnie w latach 1954–1972 do Gromady Tarnowiec. Od 1973 sołectwo wchodzi w skład Gminy Tarnów. W latach 1975–1998 miejscowość administracyjnie należała do województwa tarnowskiego.
Nowodworze należy do parafii rzymskokatolickiej w Porębie Radlnej.

## Historia

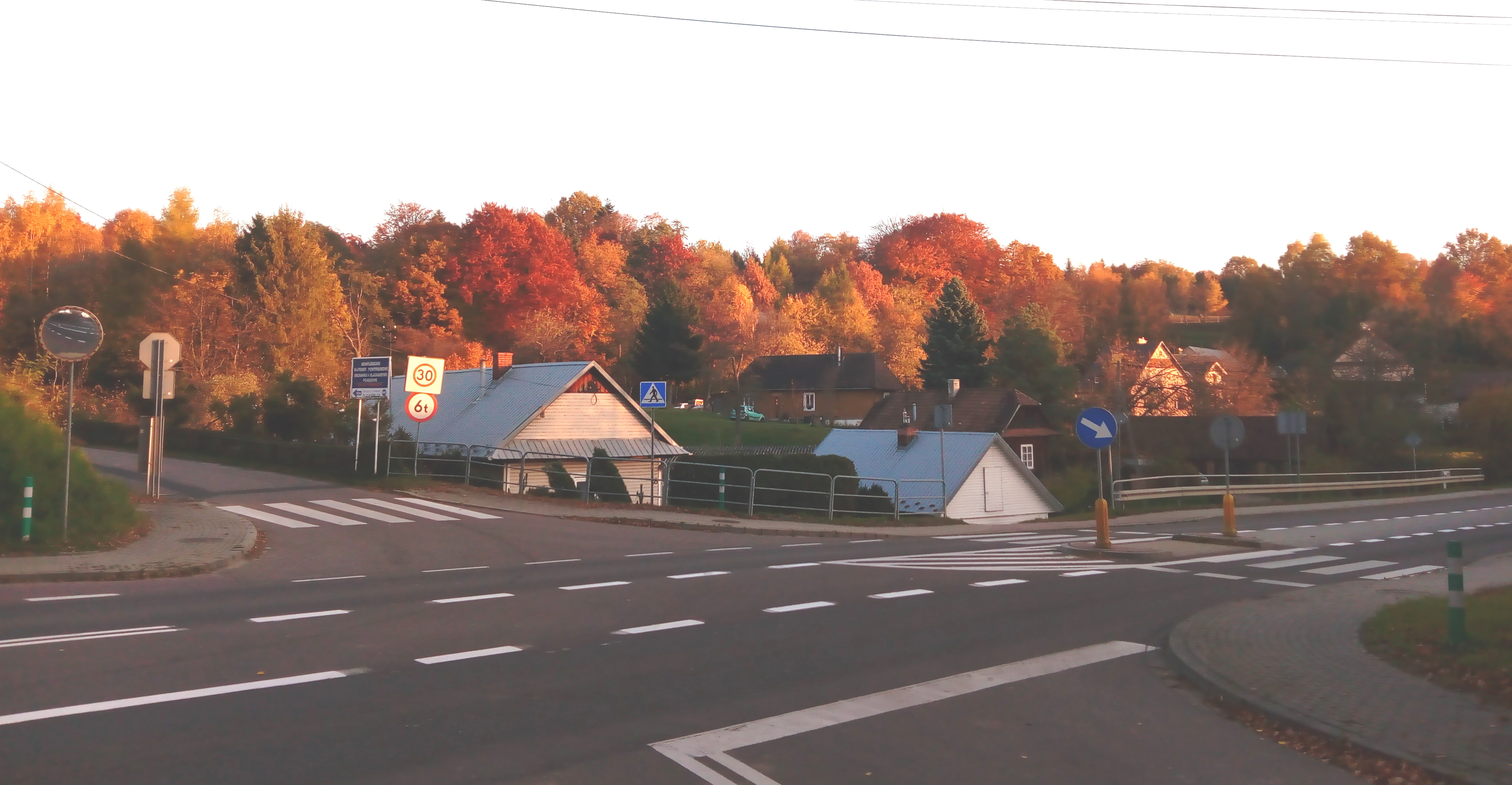
Nowodworze. Najstarsza część wsi położona nad potokiem. 28 października 2021 r.

Początki osadnictwa na tych terenach sięgają 4500 lat p.n.e. W sąsiedniej Radlnej naukowcy PAN odnaleźli wióry krzemienne będące pozostałością po ludności pochodzenia południowego z cyklu kultur wstęgowych, prowadzącej osiadły tryb życia i utrzymującej się w dużym stopniu z gospodarki rolniczo-hodowlanej.
W centrum Nowodworza znajduje się stanowisko archeologiczne osady kultury przeworskiej z okresu rzymskiego (nr stanowiska AZP-62/104/66).
Po wykupie od rodu Gryfitów wieś włączono do latyfundium Leliwitów Tarnowskich i zmieniono nazwę na Nowy Dwór. Od XVI wieku, gdy hetman Jan Amor Tarnowski otrzymał dziedziczny tytuł hrabiego świętego cesarstwa rzymskiego od cesarza Karola V 24 grudnia 1547, wchodziła oficjalnie w skład tzw. Hrabstwa Tarnowskiego.
W kwietniu 1567 zmarł bezpotomnie Jan Krzysztof Tarnowski, jedyny syn i spadkobierca hetmana Jana Tarnowskiego. Sukcesja majątku przeszła na jego siostrę Zofię, żonę wojewody kijowskiego Konstantego Wasyla Ostrogskiego.

### Czasy rozbiorowe

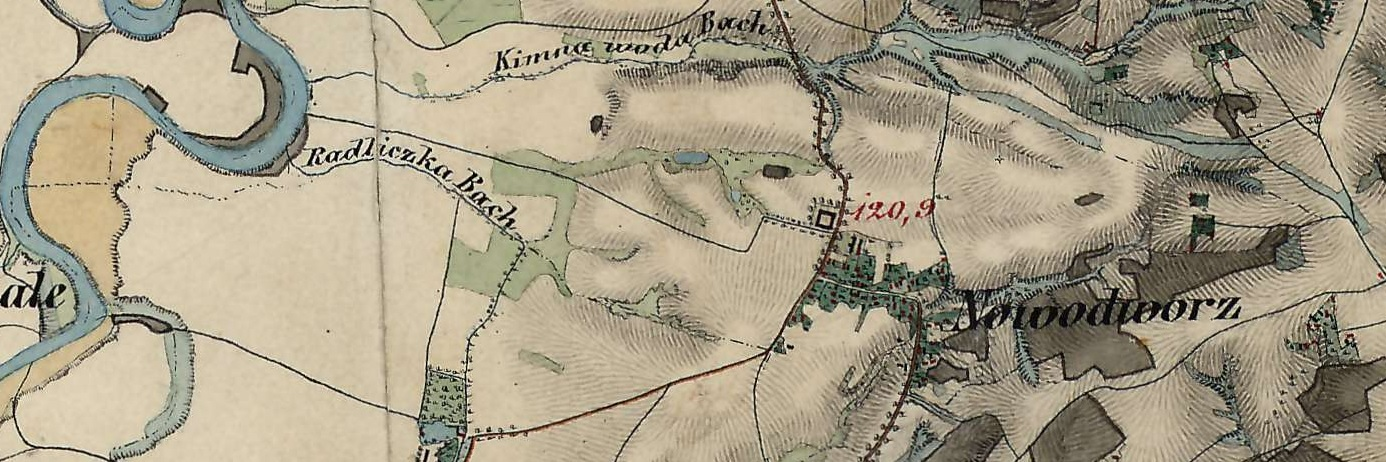
Mapa wsi Nowodworze ok. 1860 r.

W XVIII w. znajdował się tu jodłowy dwór, kaplica, folwark i karczma.
W 1817 wybudowano tzw. drogę na Węgry z Tarnowa przez Tarnowiec, Nowodworze, Tuchów i Ciężkowice dalej na południe.
W 1858 miejscową karczmę prowadził Żyd Abraham Eisen. Dzierżawcą folwarku był wówczas Marceli Zassowski.
W 1866 Gmina Nowodworze wniosła tzw. petycję do Sejmu Krajowego Galicji o zbyt wygórowany szacunek katastralny z prośbą o wstrzymanie tej czynności. Wniosek tej i sąsiednich wsi przedstawił na obradach poseł książę Sanguszko.
W nocy 17 czerwca 1867 spalił się folwark w Nowodworzu. Jak podawał Dziennik Lwowski ogień został podłożony. Straty wyceniono na 1000 złotych reńskich.

W 1876 przez pola należące do wsi przeprowadzono linię kolejową Tarnów – Leluchów, obok przejazdu wybudowano budkę dróżnika. W czasach zaborów, na uboczu, w pobliżu linii kolejowej powstała składnica wojskowa zwana przez miejscową ludność Prochownią, obok w skarpie wybudowano strzelnicę. Jak podaje słownik geograficzny z końca XIX wieku:
"Nowodwórze, wieś [w] powiecie tarnowski[m], przy gościńcu z Tarnowa (...) do Tuchowa, nad potokiem płynącym od Góry św. Marcina (...) do Biały. Grunta tej wsi przecinają tory kolei tarnowsko-leluchowskiej, między stacjami Tarnów i Pleśna-Łowczówek. Nowodwórze ma 220 mieszkańców rz.-katolików (parafia w Porębie Radlnej), kasę pożyczkową z kapitałem 237 zł waluty austryackiej i mały dom sióstr miłosierdzia, które się kształceniem dziatwy zajmują. Większa posiadłość książąt Sanguszków ma obszaru 178 roli, 20 łąk i ogrodów i 8 mórg pastwisk; posiadłość mniejsza 94 roli, 13 łąk, 14 pastwisk i 6 mórg lasu".
Wiosną 1909 Towarzystwo Szkoły Ludowej otwarło w Nowodworzu czytelnię.

### I wojna światowa
Podczas I wojny światowej front zatrzymał się na pół roku w odległości kilku km od wsi, po domach kwaterowało wojsko rosyjskie (w Tarnowie i najbliższej okolicy ok. 30 tys.). W dniach 4–5 maja 1915 nacierający od południa, od Słonej Góry Austriacy ostrzelali moździerzami położone przy froncie: Tarnowiec (23 pociski artyleryjskie), Nowodworze ("znaczna ilość"), Świebodzin, Porębę Radlną i Zawadę (2 pociski). W Nowodworzu tylko część pocisków trafiła w zabudowania ale reszta budynków i tak ucierpiała od wstrząsów. Jak pisał Jerzy Braun, z Tarnowa widać było: 
"Słupy ognia na tych wzgórzach i wyrzucanej przez pociski ziemi, blokowały niekiedy odwrót Rosjan, toteż na gościńcu i polach wokół Tuchowa, Lichwina, Pleśnej i Łowczowa pojawił się ścisk taboru, pieszych, kawalerii, trenów i innego sprzętu wojskowego. Wieczorem zgiełk bitew przybliżał się do Tarnowa do tego stopnia, że nie tylko było słychać kanonadę, ale można było widzieć błyski z nagłymi jęzorami ognia oraz migotliwymi wstęgami tyralier, a szum i turkot ludzkiej rzeki odpływającej drogami wzmagał się, przemieniając się z minutami w paniczną ucieczkę." 
Rosjanie wycofali się z pozycji nocą z 5 na 6 maja paląc wszystkie mosty. Wczesnym rankiem 6 maja wkroczyły do wsi pierwsze patrole austriackie.

### Okres międzywojenny
W 1937 główne skrzyżowanie we wsi stało się areną Wielkiego Strajku Chłopskiego. Przez trzy dni blokowano siłą dostawy żywności z okolicznych wsi i Tuchowa do miasta Tarnowa. Dochodziło do pobić osób próbujących przedostać się przez kordon. Protestującymi i agresorami byli w szczególności mieszkańcy sąsiedniej Poręby Radlnej. Trzeciego dnia policja otoczyła szpalerem strajkujących i zagroziła użyciem siły. Po kolejnej groźbie chłopi rozeszli się. W następnych dniach kilka osób aresztowano.

### II wojna światowa
II wojna światowa to w pamięci mieszkańców głównie czas głodu i kontyngentów oraz wyjazdów na roboty przymusowe do III Rzeszy. Pod koniec wojny (od lipca 1944) ludność zmuszana była też do pracy na miejscu przy kopaniu okopów i rowów przeciwpancernych, które miały zatrzymać radzieckie czołgi zmierzające na zachód.

### Współcześnie
Na początku lat 70. otwarto obwodnicę wsi w ciągu drogi Tarnów – Tuchów. W 1976 wybudowano ośrodek zdrowia. W czasach PRL mieszkańcy utworzyli Gminną Spółdzielnię "Samopomoc Chłopska". W 1993 otwarto sklep spożywczo-przemysłowy "TAG".  W 1998 w miejscu rozebranej drewnianej karczmy stanął dom weselny "Vegas". W lipcu 2000 rozpoczęto budowę Delikatesów Centrum. W 2006 wyburzono poaustriacką tzw. budkę kolejową usytuowaną przy przejeździe przez tory kolejowe. W 2007 otwarto nowy budynek ośrodka zdrowia prowadzony przez prywatną spółkę "Medicum". 13 grudnia 2009 otwarto stację paliw obok delikatesów. W 2010 w wyniku intensywnych opadów deszczu na terenie wsi uaktywniło się osuwisko niszcząc dom jednorodzinny i uszkadzając drogę wojewódzką.
4 grudnia 2011 na parkingu obok stacji paliw, przy udziale samorządu województwa małopolskiego uroczyście otwarto zmodernizowaną drogę wojewódzką 977 Tarnów – Konieczna. 85 proc. wydatków kwalifikowanych tj. ponad 26 mln zł stanowiło dofinansowanie z funduszy Unii Europejskiej.

## Ochronka w Nowodworzu

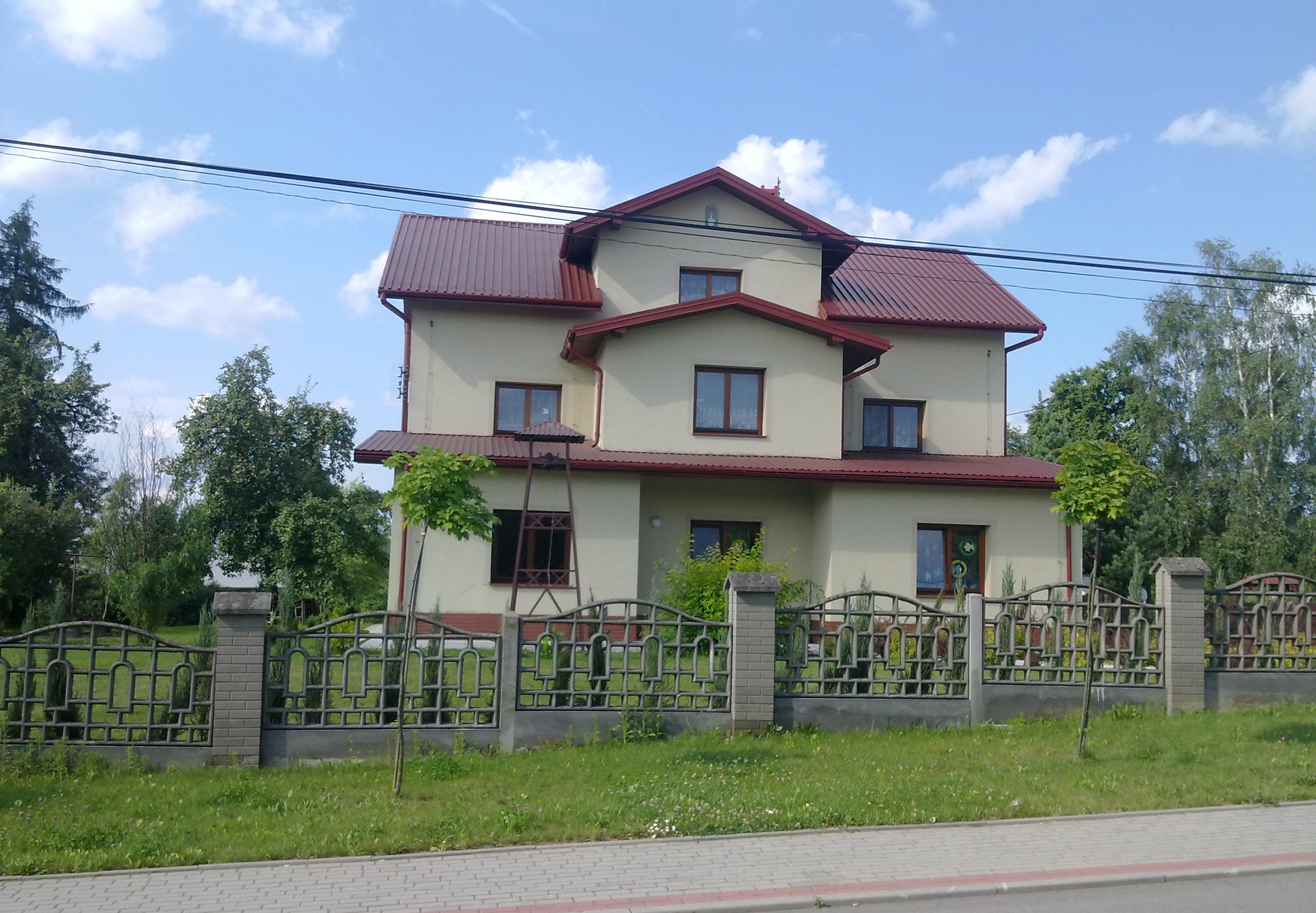
Nowa ochronka z kaplicą na parterze. Wybudowana w latach 1991–1993.

W 1867 z fundacji księżnej Izabeli Sanguszko żony księcia Władysława Hieronima Sanguszko przybyły do Nowodworza pierwsze siostry ze zgromadzenia Sióstr Służebniczek Najświętszej Maryi Panny Niepokalanie Poczętej. Fundatorka ofiarowała obszerny dom i ogród oraz subwencje na utrzymanie. W zamian siostry nie tylko prowadziły ochronkę dla dzieci służby dworskiej, ale też gromadziły ludność na nabożeństwa, prowadziły czytanie książek religijnych, naukę katechizmu, pielęgnowały chorych i pracowały na pańskich polach. W czasie II wojny światowej siostry dożywiały dzieci. Gdy 13 czerwca 1942 w sąsiednim Tarnowcu również otwarto ochronkę rozpoczęła w niej pracę s.Władysława Bardo, która przez 4 miesiące dochodziła z domu w Nowodworzu.
30 grudnia 1952 roku poświęcono kaplicę pod wezwaniem św. Józefa w domu sióstr. Po wojnie rozpoczęło się upaństwawianie dużych majątków ziemskich, tym samym ochronka, będąca fragmentem folwarku Sanguszków została przejęta przez państwo i zamknięta. Dopiero w 1958 do ksiąg wieczystych jako właściciela ogrodu wraz z budynkiem mieszkalnym i gospodarczym wpisano Zgromadzenie Sióstr Służebniczek.
Dzięki wsparciu finansowym miejscowej ludności w latach 1991–1993 obok starej, zniszczonej już ochronki wybudowano nowy, murowany budynek mieszczący kaplicę i przedszkole. 30 listopada 1993 roku odbyła się uroczystość poświęcenia nowej ochronki. W następnych latach stary budynek rozebrano.

## Dom Pomocy Społecznej w Nowodworzu
18 grudnia 2003 na terenie dawnych koszar oddano do użytku Dom Pomocy Społecznej wykonany według duńskiego projektu. Całodobowa placówka przeznaczona jest dla osób przewlekle psychicznie chorych, zarówno kobiet jak i mężczyzn. Dom Pomocy Społecznej jest obecnie  miejscem zamieszkania dla 142 osób. W budynku znajdują się: gabinet zabiegowy i lekarski, gabinet fizjoterapii, stołówka, oddziałowe sale terapeutyczne, biblioteka, sala doświadczania świata, świetlica ogólna oraz kaplica domowa p.w. Matki Teresy z Kalkuty, w której dwa razy w tygodniu odprawiana jest msza. W wyniku rozbudowy DPS wzbogacił się o nowe pracownie terapeutyczne: komputerową, choreoterapii, stolarską, ceramiczną, kulinarną i plastyczną. Dom otoczony jest rozległym parkiem ze stawem. Na terenie obiektu znajduje się również boisko do gry w  piłkę nożną, w piłkę siatkową,  w koszykówkę, a także teren rekreacyjny z ławkami, huśtawkami i wiatą. 1 września 2004 otwarto Środowiskowy Dom Samopomocy w Nowodworzu przeznaczony dla 30 osób z zaburzeniami psychicznymi i niepełnosprawnych intelektualnie (typ AB). Placówka znajduje się w budynku DPS. ŚDS jest placówką dziennego pobytu i prowadzi działalność od poniedziałku do piątku. Uczestnicy zajęć mają zapewniony codzienny dowóz do ośrodka oraz gorący posiłek. W 2014 otwarto nowe skrzydło DPS-u, powstałe dzięki dofinansowaniu ze Szwajcarsko-Polskiego Programu Współpracy.

## Dom Ludowy w Nowodworzu

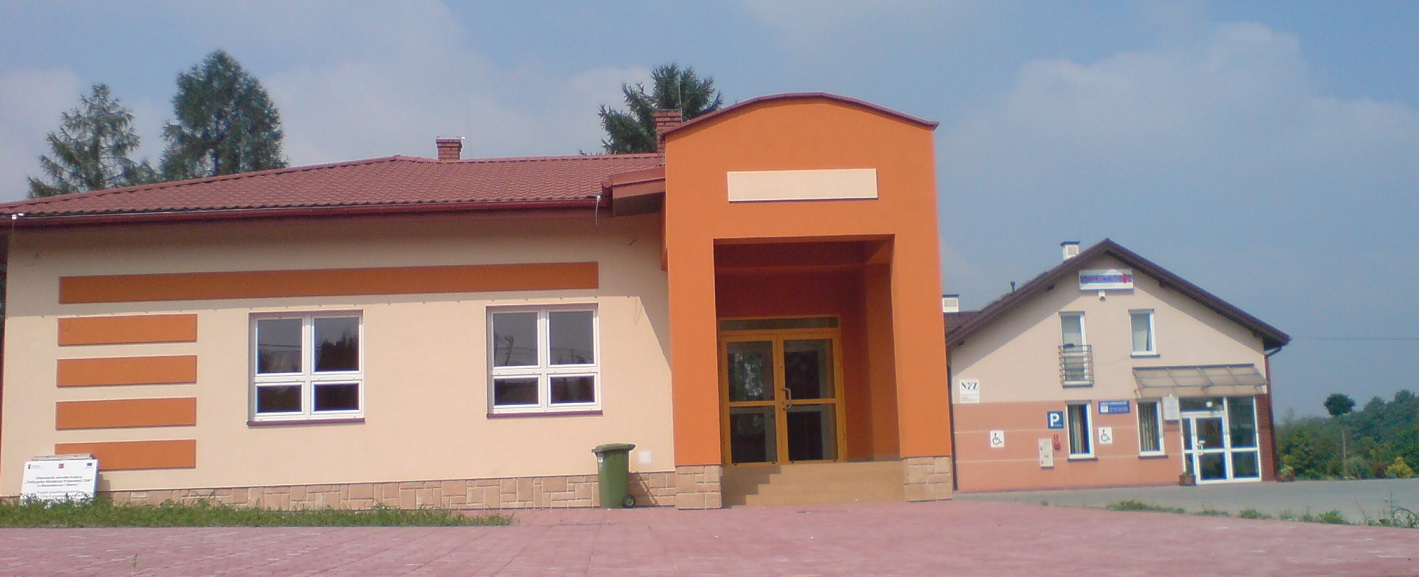
Nowodworze. Po lewej Dom Ludowy, po prawej Ośrodek Zdrowia. 2010 r.

3 lipca 2010 otwarto Dom Ludowy w Nowodworzu, pełniący rolę ośrodka kultury. Budynek powstał staraniem miejscowej ludności, przy organizacyjnym wsparciu samorządu i dzięki środkom unijnym. Niszczejący, piętrowy fragment starego ośrodka zdrowia został wyremontowany – uzyskano nowoczesny, parterowy obiekt przystosowany dla potrzeb niepełnosprawnych. Obok wybudowano boisko ze sztuczną nawierzchnią. W budynku funkcjonuje Galicyjska Akademia Przeszłości „Żak”. Prowadzi ona różnorakie spotkania, kluby i warsztaty. Udzielane są darmowe porady prawne. Budynek spełnia również rolę lokalu wyborczego i miejsca zebrań wiejskich. Odbywają się w nim także sesje Młodzieżowej Rady Gminy Tarnów.

## Sport
- Weronika Głąb (ur. 1994)[45] – pływaczka, zawodniczka ZKS Unii Tarnów, medalistka konkursów pływackich[26] (m.in. poczwórne złoto na Mistrzostwach Polski Młodzików w Pływaniu)[46].
- Żużlowiec Janusz Kołodziej na swojej działce w Nowodworzu wybudował tor crossowy długości 200 m dla quadów i motocykli[47][48][49].
- W 2014 w ramach Programu Fundusz Inicjatyw Obywatelskich Małopolska Lokalnie pensjonariusze oraz pracownicy DPS-u odtworzyli starą strzelnicę w parku, gdzie dawniej znajdowała się jednostka wojskowa. Pensjonariusze strzelają pod okiem instruktorów m.in. z wiatrówek[50][51].

## Związani z Nowodworzem
- Marceli Zassowski – podoficer w pułku ułanów w korpusie generała Umińskiego w Powstaniu Listopadowym[52], dzierżawca nowodworskiego folwarku w połowie XIX w.
- Stefan Tyrka (zamiennie Szczepan Tyrka) (ur. 1860) – rolnik z Nowodworza, propagator ruchu ludowego, pełnomocnik na powiat tarnowski Ludowego Towarzystwa Zakupu i Ochrony Ziemi[53] (Ludowe Towarzystwo Zaliczkowe i Ochrony Ziemskiej Własności z siedzibą w Wadowicach, później w Krakowie)[54]. Towarzystwo powołane w 1890 przysłużyło się powiększaniu gospodarstw chłopskich i ułatwiło hurtowy zakup narzędzi rolniczych[55]. Podczas zebrania ludowców w domu Filipa Włodka w Łękawicy w 1895, wybrany do Komitetu Głównego Powiatowego mającego nadzorować przebieg prawyborów do Sejmu Krajowego[56].
- Stanisław Nowakowski (1905–1978) – ksiądz katolicki, urodzony w Nowodworzu. Początkowo administrator w Łabowej, gdzie mieszkał w domu Łemka (nie było jeszcze plebanii)[57]. Później proboszcz parafii Matki Bożej Nieustającej Pomocy w Czarnej, w której odbudował kościół i budynki plebańskie zniszczone przez działania wojenne. Pochowany w Porębie Radlnej. Odznaczony EC (kanonik) i RM (kanonik katedralny)[58][59][60].
- Beata Chwistek (ur. 1956) – pochodząca z Nowodworza[61], pracowała jako katechetka, później w kurii diecezjalnej w Tarnowie, następnie przez kilkanaście lat jako nauczycielka w szkołach parafialnych w USA. Była także mistrzynią junioratu, radną, wikarią prowincji amerykańskiej, wikarią generalną[62], w latach 2009-2022[63] przełożoną generalną Zgromadzenia Sióstr Służebniczek NMP Niepokalanie Poczętej[64].